# 科扎茨卡镇

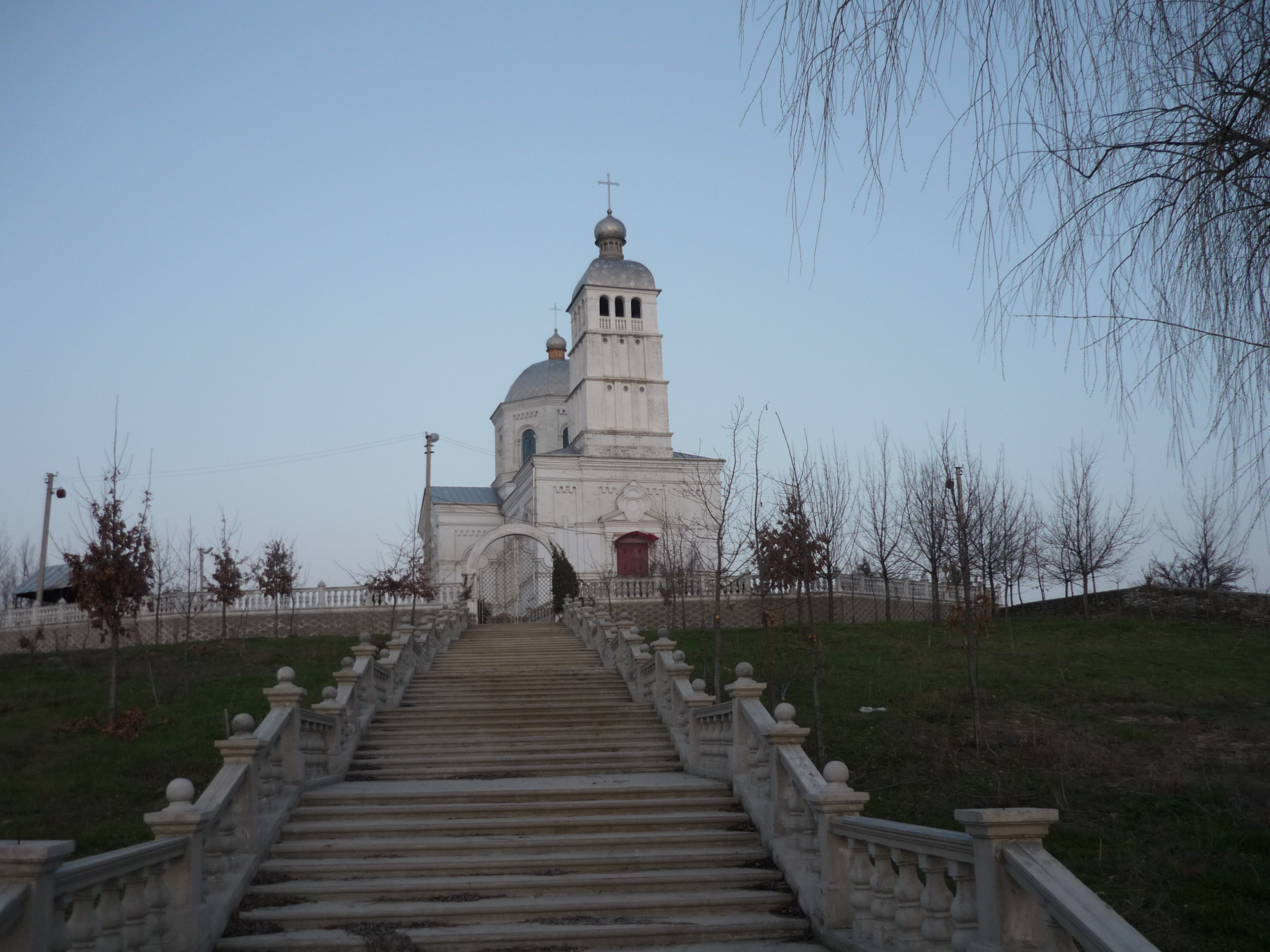
教堂

47°6′55″N 33°51′18″E / 47.11528°N 33.85500°E
科扎茨卡镇（烏克蘭語：Козацька Слобода），2024年9月前名为克尼亞澤-赫里霍里夫卡（羅馬化：Kniaze-Hryhorivka），是位於烏克蘭南部的村莊，由赫爾松州卡霍夫卡區的大萊佩蒂哈市鎮負責管轄。該村始建於1784年，面積4.21平方公里，海拔高度42米，2001年人口1,583，人口密度每平方公里376人。
2024年9月19日，乌克兰最高拉达将此村的名字改为科扎茨卡镇。